# 聖界的奇蹟
《聖界的奇蹟》是Exe Create開發的一款角色扮演遊戲，本作為Frane系列第二部作品，是《失落的羽翼》的續作，遊戲於2001年12月14日發售。

## 遊戲內容
《聖界的奇蹟》是一款動作角色扮演遊戲，舞台是一個奇幻世界，故事發生在《失落的羽翼》20年後，玩家扮演前作人類英雄塞迪與天使芙蘭的女兒莉拉·席林。天界瓦納斯居住天使和惡魔兩族，兩族負責給與人界恩惠與試煉，天神居中調和。後來惡魔族叛亂，族長帶走了神器逃往人界，並利用神器創造了大量怪物。人界新繼位的國王，組建起軍隊討伐怪物。大戰將其，為了平息事態，妖精露比前往人界，帶來莉拉遊走在人類與怪物之間，嘗試中止戰爭。玩家在遊戲中的行為和選擇，會影響兩族的對莉拉的「信賴度」，遊戲採用多結局設計，兩族信賴度的高低會影響最後進入不同結局。遊戲中莉拉使用劍或者魔法戰鬥，並通過戰鬥提高劍術和魔法能力，怪物有火、水、風三種屬性，互相克制，克制的武器和魔法攻擊能造成較大傷害。遊戲內的食物和道具，除了在冒險和商店中獲得，還可以使用合成系統生成，食物和道具贈予非玩家角色，可以提高對方種族的信賴度。

## 開發及發行
《聖界的奇蹟》是2001年4月發售的《失落的羽翼》續作，由Exe Create開發及發行，Exe Create在同年9月宣佈遊戲將在年末12月發售，相比前作遊戲的戰鬥系統有較大的改動，玩家可以使用鼠标滾輪切換武器，遊戲畫面下方增加了新界面顯示當前使用武器。遊戲的試玩版在10月29日發佈，同年12月14日正式發售。光譜資訊負責在台灣的發行該作，原定在2002年6月發售，後延期至2002年末推出。M-Dream負責在韓國發行該作，於2002年8月16日發售。2002年8月，北京新天地宣佈負責在中國大陸的發行該作並已經完成中文化工作，原預計在次月發售，後延期到2003年3月22日推出。2003年日本發行商MediaKite以「GREAT系列」名義，於2003年3月20日推出《聖界的奇蹟》的廉價版。

## 評價
《PC Power Zine》編輯對遊戲評價偏向負面，他認為該作僅追上1998年推出的《永遠的伊蘇I》水平。遊戲劇情方面，《軟體世界》和《PC Power Zine》均認為表現一般。遊戲機制方面，《軟體世界》評論員老芋仔稱讚合成系統的設計，讓玩家更容易控制信賴度，方便攻略不同結局。遊戲音樂方面，老芋仔表示「背景音樂輕快動聽」，則評價一般，他認為該作音樂品質與前作相比有明顯下降。還批評遊戲韓文本地化做的不好，除了翻譯不佳之外，該作也沒有如前作那樣有韓文配音。

## 外部連結
- 官方网站（日語）